# Magnussoft
La sociedad de responsabilidad limitada Magnussoft Deutschland es un editor y desarrollador de software para juegos para ordenadores trabajando a nivel europeo.
El domicilio social es Kesselsdorf cerca de Dresde.
Fuera de Europa Magnussoft se presenta sólo como desarrollador y otras empresas se ocupan de la publicación.

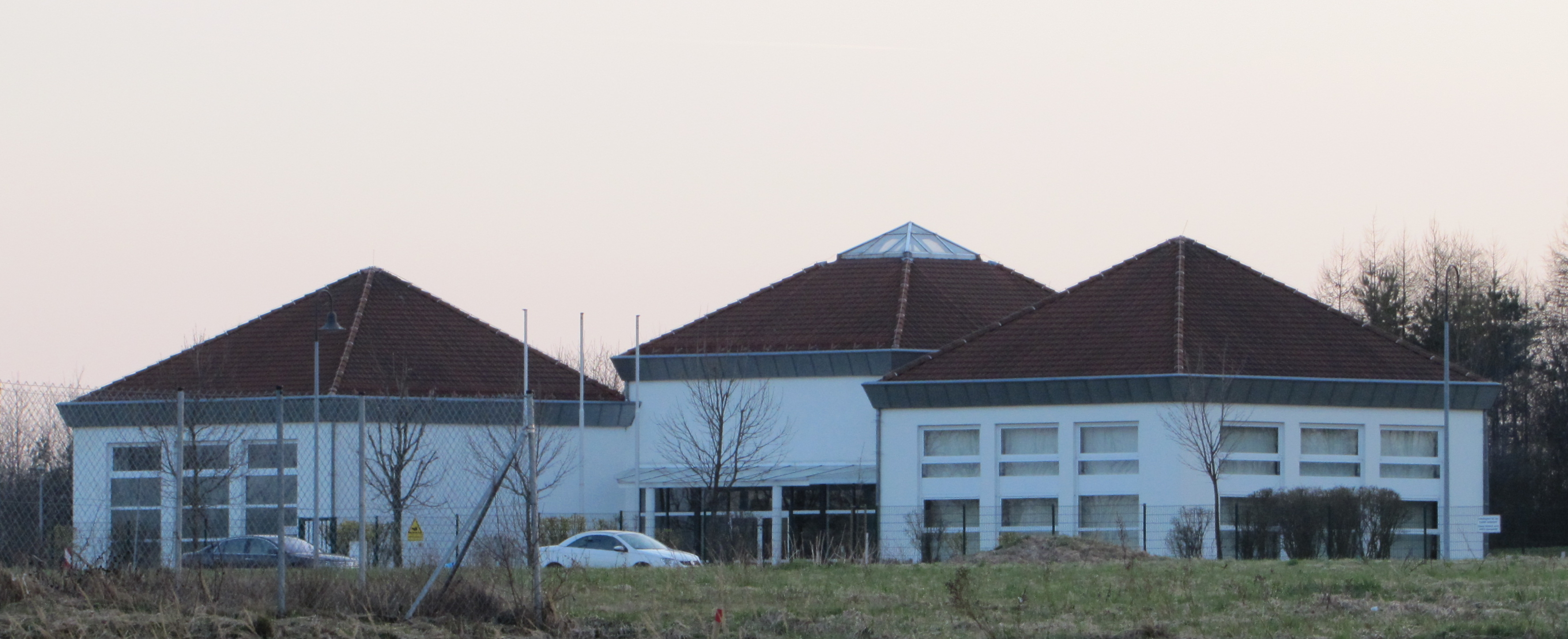
Sede de Magnussoft en Kesselsdorf, Alemania.

En primera línea se dio a conocer por la compra de licencias de software, desarrollado
en los años 80 y originariamente para ordenadores domésticos. ( Commodore 64, Commodore Amiga, Atari XL, Atari XE, Atari ST.
Se editó una serie general de "Retro Classix" y también versiones especiales, las cuales se produjeron sólo para algunos sistemas operativos, por ejemplo Amiga Classix o C64 Classix.
De la compilación para Amiga se hicieron 4 ediciones sucesivas hasta el año 2008.
En los últimos 10 años la empresa publicó más de 160 artículos de distintas rúbricas como Aventura, juego de mesa, juegos de ingenio y juegos de tirar y además aplicaciones y software didáctico.
Entre ellos hay juegos y productos de licencias las cuales se comercializaron con distintas
etiquetas en Alemania, Austria, Suiza, Bélgica, Países Bajos, Luxemburgo, Francia,
Reino Unido y en los Estados Unidos de América.
Magnussoft se estableció en el mercado de juegos a un precio mediano hasta precios bajos y lleva
mucho tiempo trabajando con los mismos socios de distribución los cuales son por ejemplo
"ak tronic Software Services", "KOCH Media" y el grupo editorial "Weltbild".
Mientras tanto hay 2 establecimientos más en diferentes partes de Europa.
El nivel de notoriedad se puede atribuir a ZETA, una gama de retrojuegos y clásicos como Aquanoid o Barkanoid.

## Juegos (selección)
- Amiga Classix
- Aquanoid
- Barkanoid
- Boulder Match
- Break It
- C64 Classix
- Colossus Chess
- Dr. Tool Serie
- Fix & Foxi Serie
- Jacks Crazy Cong
- Jump Jack
- KLIX
- METRIS
- MiniGolf
- Packs Serie
- PLOTS!
- Pool Island
- Retro-Classix
- Sokoman
- Summer Games (2009)
- Winter Games (2009)
- California Games (2009)

## Aplicaciones (selección)
- Dr Brain Serie
- Dr. Tool Serie
- Driver Cataloger
- Easy Bootmanager
- Typing Tutor

## Software didáctico (selección)
- Alemán, Inglés y Matemática para enanos
- Alemán, Matemática y conocimientos de causa – "Pfiffikus"
- Alemán y Matemática-compilación
- Autoescuela
- Alemán, Matemática y conocimientos de causa - clase 1.–4.

## Crítica
En 2006 Magnussoft ha sido afectado por críticas públicas por el desarrollo del sucesor del BeOS, el ZETA OS. Por eso se suprimió la financiación del proyecto.

## Derechos
Desde mediados de 2006 Magnussoft tiene los derechos de licencia de Fix und Foxi en el sector de juegos para ordenadores. Se asentó el contrato con Kauka Promedia, quienes son los responsables de la administración de los caracteres creados por Rolf Kauka a lo largo de 50 años. En principio de 2007 publicó Magnussoft los primeros juegos de Fix und Foxi para PC con los títulos „Fix und Foxi verrücken das Labyrinth" y "Fix und Foxi Spielzeugfabrik" und "Lupos Big Adventure".

## Marcas Comerciales
- Amiga Classix
- Aquanoid
- Barkanoid
- C64 Classix
- Dr. Brain
- Dr. Tool
- Epyx
- Retro Classix